# Anders Kaare
Anders Kaare Frederiksen (født 12. februar 1949 på Frederiksberg, død 1. juni 2025) var en dansk cand.phil., der var rådmand og mangeårigt medlem af Frederiksberg Kommunalbestyrelse, valgt for Socialdemokratiet.

## Biografi
Anders Kaare var søn af ekspeditionssekretær Poul Kaare Frederiksen. Efter studentereksamen fra Skt. Jørgens Gymnasium blev han cand.phil. i historie fra Københavns Universitet i 1974. Han var derefter adjunkt ved Københavns Universitet frem til 1979. Her kom han til Datacentralen, hvor han var chefkonsulent frem til 2010.
I 1978 blev han for første gang valgt til Frederiksberg Kommunalbestyrelse for Socialdemokratiet og sad her frem til 2005 samt i 2010. Fra 1994 til 2005 var han rådmand, ligesom han i en periode også var sit partis politiske ordfører. Han var derudover i to perioder formand for Socialdemokratiets partiforening på Frederiksberg.
Efter sit partipolitiske virke var han blandt andet næstformand for Lejerbo på Frederiksberg og medlem af repræsentantskabet for BL - Danmarks Almene Boliger, ligesom han var formand for Grænseforeningen for København og Frederiksberg fra 1988 og frem til 2025.
Han blev i september 2024 udnævnt til æresmedlem af Socialdemokratiet på Frederiksberg "i anerkendelse af hans utrættelige engagement, mange store resultater og altid hjælpsomme væsen", hed det i begrundelsen. I 2025 modtog han desuden Grænseforeningens Pris for sit mangeårige virke her.
I en periode var han redaktør for tidsskriftet 1066.
Anders Kaare blev i 2025 ramt af en alvorlig kræftsygdom.